# Risikoneutrale Bewertung
Risikoneutrale Bewertung ist eine finanzmathematische Methode zur Bestimmung des fairen Preises von Derivaten (falls möglich). Die Idee der risikoneutralen Bewertung, die 1976 von John Cox und Stephen Ross entwickelt wurde, besteht darin, dass unter bestimmten Bedingungen der Wert eines Derivats in der realen Welt, in der Anwender sich nicht risikoneutral verhalten, identisch sein muss mit dem Wert des gleichen Derivats in einer hypothetischen, risikoneutralen Welt. Dieser Zusammenhang ist deshalb nützlich, weil sich Derivate unter risikoneutralen Annahmen einfacher bewerten lassen.

## Motivation
Um in einer nicht risikoneutralen Welt den heutigen Wert eines Derivats zu bestimmen, ist es notwendig, zukünftige Zahlungsströme mit einem Zinssatz zu diskontieren, der vom risikofreien Zinssatz abweicht, weil er eine Risikoprämie beinhaltet. Dies ist problematisch, weil die korrekte Risikoprämie, von der der faire Preis abhängt, in der Praxis oft schwer zu bestimmen ist. In einer risikoneutralen Welt hingegen werden beliebige zukünftige Zahlungsströme durch den risikofreien Zinssatz diskontiert.
Diese Eigenschaft wird ausgenutzt, um den Erwartungswert von Derivaten unter risikoneutralen Annahmen zu berechnen und ihn dann mit dem risikofreien Zinssatz auf den heutigen Wert zu diskontieren. Auf diese Weise erhält man den fairen Preis für das Derivat, der ebenso in nicht risikoneutralen Welten gelten muss.
Ökonomisch lässt sich die Gültigkeit der risikoneutralen Bewertung dadurch begründen, dass es unter der Annahme eines vollständigen Kapitalmarkts möglich ist, für das zu bewertende Derivat ein dynamisches Sicherungsgeschäft zu konstruieren, durch welches das Risiko vollständig eliminiert wird. Wenn der faire Preis eines Derivats in diesem Fall von Risikoprämien abhängen würde, ließen sich Arbitragemöglichkeiten konstruieren, da ein Marktakteur die Prämien einstreichen könnte, ohne einem Risiko ausgesetzt zu sein. Anders ausgedrückt ist risikoneutrales Bewerten von Derivaten möglich aufgrund der perfekten Korrelation zwischen der zeitlichen Entwicklung des Basiswerts und des Derivatwerts.
Im Gegensatz hierzu ist der faire Preis von Nichtderivaten, wie beispielsweise der des Basiswerts selbst, abhängig von der Risikoaffinität der Marktteilnehmer und daher nicht risikoneutral bewertbar. Auch wenn der zugrunde liegende Basiswert nicht direkt gehandelt wird, wie dies beispielsweise in Momentanzinsmodellen für die Zinsstruktur der Fall ist, ist eine Absicherung nicht durchführbar, so dass der Preis von entsprechend bewerteten Zinsderivaten vom Marktpreis des Risikos abhängt und nicht risikoneutral bewertbar ist.

## Bedingungen
Damit eine risikoneutrale Bewertung möglich ist, müssen folgende Bedingungen erfüllt sein: 
- Es wird ein Vollständiger Kapitalmarkt angenommen. Dies hat zur Folge, dass sich Derivate replizieren lassen durch andere Finanzinstrumente.
- Außerdem darf es keine Arbitragemöglichkeiten geben (Arbitragefreiheit).

## Beispiel
Zur Illustration soll das folgende, stark vereinfachte Modell eines Finanzmarktes betrachtet werden: Es existiere lediglich eine einzige Aktie und es gebe nur zwei Handelszeitpunkte {\displaystyle t=0} und {\displaystyle t=1} (sog. Einperiodenmodell mit einem Wertpapier). Der aktuelle Aktienkurs sei mit {\displaystyle S_{0}=4} bekannt (alle Angaben in Euro). Für den zukünftigen Kurs zum Zeitpunkt {\displaystyle t=1} werde angenommen, dass die Aktie entweder ihren Wert auf {\displaystyle s_{u}=8} verdoppelt oder auf {\displaystyle s_{d}=2} halbiert. Der Wert zur Zeit {\displaystyle t=1} wird also als Zufallsvariable {\displaystyle S_{1}} angesehen, wobei aber die Wahrscheinlichkeit {\displaystyle p=P(S_{1}=s_{u})} eines steigenden Aktienkurses unbekannt ist bzw. keine Rolle spielt. Zur weiteren Vereinfachung werde ein Zinssatz von 0 % angenommen, d. h., es soll insbesondere möglich sein, kostenlose Kredite aufzunehmen.
Das risikoneutrale Wahrscheinlichkeitsmaß {\displaystyle P^{*}} ist in diesem Modell dadurch bestimmt, dass der Erwartungswert des zukünftigen Aktienkurses {\displaystyle \operatorname {E} ^{*}(S_{1})} bezüglich dieses Maßes gleich dem aktuellen Kurs {\displaystyle S_{0}} ist:
{\displaystyle \operatorname {E} ^{*}(S_{1})=s_{u}\cdot p^{*}+s_{d}\cdot (1-p^{*})=S_{0}},
wobei {\displaystyle p^{*}=P^{*}(S_{1}=s_{u})\in (0,1)} die Wahrscheinlichkeit eines steigenden Kurses unter dem risikoneutralen Maß bezeichnet. (Bei einem von null verschiedenen Zinssatz müsste der Kurs {\displaystyle S_{1}} zusätzlich diskontiert werden.) Mit den obigen Zahlenwerten ergibt sich die Gleichung {\displaystyle 8p^{*}+2(1-p^{*})=4}, also
{\displaystyle p^{*}={\tfrac {1}{3}}}
als eindeutig bestimmte risikoneutrale Wahrscheinlichkeit eines steigenden Aktienkurses.
Es werde nun ein weiteres Wertpapier in diesen Markt eingeführt: eine Kaufoption mit Ausübungspreis {\displaystyle K=5} auf die Aktie als Basiswert. Die Auszahlung einer solchen Option zum Zeitpunkt {\displaystyle t=1} berechnet sich als {\displaystyle C=\max(S_{1}-K,0)}, d. h., der Käufer der Kaufoption erhält {\displaystyle s_{u}-K=8-5=3} Euro, wenn die Aktie steigt, aber {\displaystyle 0} Euro, wenn die Aktie fällt. Gemäß der risikoneutralen Bewertung ist der faire Preis der Option gegeben durch den Erwartungswert ihrer (diskontierten) Auszahlung bezüglich des risikoneutralen Wahrscheinlichkeitsmaßes, also durch
{\displaystyle \operatorname {E} ^{*}(C)=(s_{u}-K)\cdot p^{*}+0\cdot (1-p^{*})={\frac {1}{3}}\cdot 3=1}.
Der faire Preis der Kaufoption auf die Aktie beträgt somit {\displaystyle 1} Euro.
Dass es sich hierbei tatsächlich um den fairen Preis handelt, zeigt auch die Betrachtung des folgenden Sicherungsgeschäfts, für das ebenfalls eine Investition von 1 Euro nötig ist. Man nimmt zusätzlich einen Kredit von einem weiteren Euro auf und kauft mit den 2 Euro eine halbe Aktie. Wenn der Kurs steigt, erhält man 4 Euro und bei fallendem Kurs 1 Euro, muss aber in jedem Fall noch 1 Euro Kredit zurückzahlen (Zinssatz 0 %). Mit dieser Strategie ergibt sich also in beiden Fällen die gleiche Auszahlung von 3 Euro bzw. 0 Euro wie beim Kauf einer Kaufoption.

## Anwendungen
Ein wichtiges Modell, das mit dem Prinzip der risikoneutralen Bewertung hergeleitet werden kann, ist das Black-Scholes-Modell für Optionen. Hier wird die zeitliche Entwicklung des zugrunde liegenden Basiswerts als geometrische brownsche Bewegung dargestellt, d. h., sein Logarithmus ist ein Wienerprozess mit Drift. Die risikoneutrale Bewertung hat dann zur Folge, dass der faire Preis einer Option auf den Basiswert unabhängig von dieser Drift ist.
Ein zeitdiskretes Modell, das risikoneutrale Bewertung von Derivaten verwendet, ist das Binomialmodell von Cox, Ross und Rubinstein. Hierbei wird – als Verallgemeinerung des obigen Beispiels – in jedem Zeitschritt angenommen, dass es für den Basiswert nur zwei mögliche Entwicklungen gibt. Die Wahrscheinlichkeiten der beiden Fälle werden dann so gewählt, dass zu jedem Zeitpunkt der Erwartungswert der diskontierten zukünftigen Preise gleich dem aktuellen Preis ist.